# Pouso Alegre Futebol Clube
Pouso Alegre Futebol Clube é um clube brasileiro de futebol, com sede na cidade de Pouso Alegre, no estado de Minas Gerais. Em 2023, o time competiu na primeira divisão do Campeonato Mineiro de Futebol e no Campeonato Brasileiro de Futebol - Série C, sendo rebaixado no segundo.

## História

### Fundação
O Pouso Alegre Futebol Clube foi fundado no dia 15 de novembro de 1913, com o nome de Pouso Alegre Football Club. Naquele dia foi realizada uma reunião na casa de Alfredo Ennes Baganha - primeiro presidente do Pouso Alegre - para fundar o clube e assim começar a escrever a história do futebol pousoalegrense.
No entanto, naquela época era difícil manter um clube em atividade por muito tempo. Devido a isso, no final da década de 1910, o Pouso Alegre caiu no esquecimento. Somente em 1928, o rubro-negro voltou a ter relevância. Ajudado por um grupo de diretores, o clube viria a conquistar a sua maior glória até aquele momento.

### Estádio
No dia 28 de setembro de 1928, reunidos no Fórum de Pouso Alegre, Alfredo Baganha e José Nunes Rebello, lavraram a ata de compra de um terreno localizado no alto da Rua Comendador José Garcia. O valor da compra foi de 8 contos de réis. Ali, naquele terreno, seria construído o futuro estádio do Pouso Alegre.
A partir disso, já na década de 1930, muitos times paulistas começaram a jogar no Campo do Pouso Alegre. Guarani, Ponte Preta e o extinto Ypiranga foram um dos exemplos de times que passaram por Pouso Alegre. Nessa mesma época, foram criados e disputados vários torneios intermunicipais. Atualmente, o estádio do Pouso Alegre é o Estádio Municipal Irmão Gino Maria Rossi (Manduzão), com capacidade atualmente para 26 mil pessoas.

### Mascote
O Mascote do Pouso Alegre Futebol clube é um Dragão, o símbolo foi usado em 1990, após a belíssima campanha no Campeonato Mineiro, o time foi carinhosamente chamado pelos seus torcedores de Dragão do Sul de Minas, símbolo de força e de bravura.
Hoje o Mascote tem sua Versão de Campo e é Aclamado pela Torcida Dragões do Mandu.

### Primeira interrupção
No final da década de 1940, mais precisamente no ano de 1947, foi fundada a Liga Esportiva Municipal de Amadores (LEMA). A entidade, que teve como primeiro presidente Pardal Vilhena de Alcântara, passou a organizar essas competições e muitos times amadores apareceram na cidade, fazendo frente do Pouso Alegre.
Com o fortalecimento de outros times na cidade, o Pouso Alegre acabou entrando em recesso das competições amadoras no início da década de 1950. Com isso, a Liga passou a administrar o Estádio do Pouso Alegre, o que levou a todos a chamarem de Estádio da LEMA. Nesse mesmo período, foram construídos os primeiros lances de arquibancada e o muro que cerca o gramado.

### Profissionalismo
Pouco mais de uma década longe dos gramados, o clube resolveu voltar no ano de 1967. Voltou para disputar a sua primeira competição profissional. O rubro-negro disputou naquele ano a Segunda Divisão do Campeonato Mineiro. O Pouso Alegre foi o campeão da Chave Sul do torneio e classificou-se para as finais do torneio, mas acabou perdendo a vaga nos tribunais, por incluir um atleta em condição irregular.
O fato foi uma desilusão nas pretensões pouso-alegrenses. No ano seguinte, o time voltou a disputar a mesma competição, mas não contava com o mesmo interesse financeiro e foi eliminado logo na primeira fase do certame.
Com o novo fechamento do Pouso Alegre, outro problema chegou a cidade. A LEMA, que comandava os torneios amadores no município, também foi sucumbida e encerrou suas atividades no final da década de 1960.
A persistência de alguns clubes amadores da cidade não permitiu que o futebol chegasse ao fim no município. A década de 1970 ficou marcada pelos torneios regionais que contavam com a participação de jogadores consagrados no futebol paulista, ou que viriam fazer sucesso nos gramados do Brasil.
Nomes como Jorge Mendonça, Oscar, Polossi, Odirlei, Estevão e Neto, sempre desfilavam pelo gramado do Alto da Comendador. Foi nesse tempo que surgiram famosos nomes no futebol pouso-alegrense. Nascia nesse período a nova geração do futebol da cidade. Zé Carlos "Espoleta", Paulo da Pinta, Betão, Hermínio, Juninho Coldibelli, Amarildo e Silvano, viriam futuramente elevar o nome de Pouso Alegre no cenário futebolístico.
No início da década de 1980, a Liga Municipal foi reativada. Com isso os torneios amadores da cidade (que não pararam de ser realizados) foram fortalecidos e boatos da volta do Pouso Alegre começaram a ser ouvidos pela cidade. A volta realmente ocorreu, em 1983. Ainda como time amador, o Pouso Alegre foi campeão da Copa Sul-Mineira, jogando com atletas somente da cidade de Pouso Alegre.
Foi nesse mesmo ano, que o Pouso Alegre conquistou seu maior troféu. O rubro-negro foi Campeão Amador do Estado de Minas Gerais. O torneio que foi disputado por mais de 30 equipes, tendo em sua final Pouso Alegre e Curvelo Esporte Clube.
No ano seguinte, a equipe se profissionalizou novamente. Essa segunda fase profissional tinha como objetivo o retorno do rubro-negro a Segunda Divisão do Campeonato Mineiro e tentar e o acesso à elite do futebol estadual, o que veio a acontecer.
Em 1988, o Pouso Alegre alcançou o seu maior objetivo, que era o acesso à Primeira Divisão do Campeonato Mineiro. Essa conquista veio de forma sofrida contra o Atlético de Três Corações. A última partida daquele campeonato ficou conhecida como "A Batalha de Três Corações", pois o jogo não teve fim e o resultado que favorecia o Pouso Alegre só saiu meses depois, já em 1989, após intervenção judicial.
Com o acesso garantido na justiça, o Pouso Alegre fez sua estreia na Campeonato Mineiro da Primeira Divisão, com o campeonato já em andamento. Com isso o rubro-negro teve que fazer muitas partidas em pouco espaço de tempo - chegou a jogar três vezes por semana. Mesmo assim, conseguiu manter-se na elite do futebol mineiro.

### Era de ouro
O ano de 1990 foi do Pouso Alegre, com o Dragão realizando o seu maior feito no futebol profissional. Disputando o Campeonato Mineiro da Primeira Divisão, com 18 equipes, alcançou a quinta colocação, com um time composto por Paulo César; Edvaldo, César, Zigomar e Nonato; Alcinei, Paulo da Pinta e Fernando Baiano; Heleno, Carlão e Anderson.
Entretanto, com a falta de apoio e estrutura, foi difícil o Pouso Alegre manter aquele elenco supervalorizado e o time foi se desfazendo. Nos campeonatos seguintes, o clube perdeu pouco a pouco a sua identidade e em 1992 despediu-se da elite do futebol mineiro. Disputou o Módulo II do Campeonato Mineiro até o ano de 1998 e foi nesse mesmo ano em que se licenciou da Federação Mineira de Futebol, ficando inativo até 2009, quando voltou à Segunda Divisão Mineira, onde realizou boa campanha, terminando o campeonato na quinta colocação.

### Retorno às atividades
Após alguns anos inativo, o Pousão anunciou sua volta às atividades em 2017 com um projeto ambicioso de voltar aos tempos de conquistas. Paulo da Pinta, ex-jogador e ídolo do clube assumiu a presidência, gerando grande confiança e expectativa nos torcedores, que por toda a cidade comemoravam a volta do time. O ano de 2018 marcou o retorno do Pouso Alegre aos gramados após 9 anos licenciados. Nesse ano, o Dragão do Mandu disputou a Segunda Divisão Mineira, no entanto, não conseguiu avançar às semifinais e caiu na primeira fase, ficando na sétima posição, com uma campanha de 5 vitórias, 3 empates e 4 derrotas em 12 rodadas. 
Já em 2019, o Pouso Alegre novamente disputa a Segunda Divisão Mineira e conquistou seu primeiro título como profissional, onde teve uma campanha invicta ao avançar às quartas de final com a liderança do seu grupo, que contava com Atlético de Três Corações, Santarritense Futebol Clube e Figueirense. Em seis partidas disputadas, o Pouso Alegre venceu cinco partidas, empatou uma, garantindo 16 pontos, a liderança do grupo, e a primeira colocação na classificação geral. Nas quartas de final, o Pouso Alegre eliminou o Boston City com 2 empates, por 0–0 na ida e 1–1 na volta. O Pouso Alegre avançou, já que tinha a vantagem do empate). Na semifinal, com as vitórias de 1–0 na ida e 3–0 na volta, contra o seu maior rival, o Atlético de Três Corações, o Pouso Alegre oficialmente foi promovido ao Módulo II. Já na final, o Pouso Alegre empatou com o Betim Futebol em 0–0 na ida. Mas com a vitória por 1–0 na volta, se consagrou campeão do   Campeonato Mineiro de Futebol de 2019 - Segunda Divisão, de forma invicta, com oito vitórias e três empates em 11 jogos. Dos 33 pontos em disputa, o clube conquistou 27 pontos. E ainda contou com o artilheiro da competição, Romarinho, com 6 gols.   

### Elite e campeonatos nacionais
Em 2020, o clube foi campeão do Campeonato Mineiro de Futebol – Módulo II e se classificou para a Primeira divisão do Campeonato Mineiro.
Logo em sua primeira participação no Módulo I do Campeonato Mineiro após seu retorno às atividades, o Pousão fez uma ótima campanha, terminando a primeira fase em 6º lugar e por muito pouco não avançando para a semifinal. A 6º colocação rendeu ainda à equipe a participação no Campeonato Brasileiro - Série D do próximo ano e na Troféu Inconfidência, onde eliminou a Caldense na semifinal e derrotou a URT nos pênaltis na decisão, sagrando-se campeão. Com o título da Taça Inconfidência 2021, o Pouso Alegre garantiu vaga na Recopa Mineira e Copa do Brasil em 2022.

### 2022: Resultado histórico na Copa do Brasil e Subida de Divisão.
Em 26 de janeiro de 2022, o Pouso Alegre decidiu a Recopa Mineira contra o Tombense fora de casa. A equipe empatou no tempo normal por 1–1, sendo derrotado nos pênaltis por 6–5. A partida também foi válida pela primeira rodada do Campeonato Mineiro. Em 1 de março de 2022, em sua primeira participação na Copa do Brasil, o Pouso Alegre derrotou o Paraná em casa por 2–0 e se classificou à segunda fase da competição. Na segunda fase, jogando novamente no Manduzão, o Pouso Alegre enfrentou outro paranaense, o Coritiba. Conseguiu o empate por 1–1 no tempo normal, após sair atrás no marcador. No entanto, o Pousão foi superado nos pênaltis por 3–2. Já pelo Campeonato Mineiro, o Pouso Alegre fez uma campanha ruim, ficando na lanterna durante boa parte da competição. Se salvou do rebaixamento na última rodada, ao vencer o Uberlândia por 2–0 em casa, resultado que rebaixou o adversário. O Pouso Alegre fechou com a terceira melhor média de público da primeira fase do Campeonato Mineiro, com 4.234 pagantes, ficando atrás apenas de Atlético Mineiro (17.073) e Cruzeiro (13.407).
Na Série D, o Pouso Alegre se classificou na primeira fase com 26 pontos como líder do grupo A6.Na segunda fase eliminou o Operário VG com um placar agregado de 2–0, na terceira fase eliminou o o Paraná com um placar agregado de 2–1. Nas quartas de final eliminou o ASA com um placar agregado de 3–0 , na semifinal eliminou o Amazonas com duas vitórias de 1–0.Na final contra o América de Natal o Pouso Alegre perde o primeiro jogo na Arena das Dunas por 2–0, e ganha o segundo jogo no Manduzão por 1–0 não conseguindo se sagrar campeão porém garantindo ascensão para a Série C 2023.

### 2023: Um ano para se esquecer
Em 22 de janeiro de 2023, o Pouso Alegre começa o ano sofrendo uma goleada de 4–0 para o América Mineiro em jogo válido pela primeira rodada do Campeonato Mineiro. O Pouso Alegre terminou o campeonato na oitava colocação geral, classificando-se para o Troféu Inconfidência, onde seria eliminado na semifinal após dois empates contra a Tombense, que possuía vantagem por ter uma melhor campanha na primeira fase.

Já pela Série C o Pouso Alegre começou bem, com vitórias sobre o Volta Redonda e Brusque, porém após esse começo o time só ganharia mais uma partida, empataria três e terminaria o campeonato na lanterna com apenas 12 pontos, sendo rebaixado para a Série D 2024.

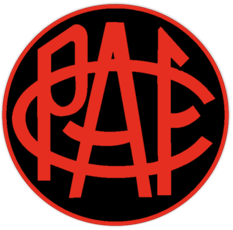
Escudo Antigo

## Ídolos
- Paulo da Pinta
- Paulo César Gusmão
- Nonato
- Edevaldo
- Carlão
- Fernando Baiano
- Zigomar
- Aleluia
- Ronaldo Pitico
- Zé Carlos Espoleta
- Zeca
- Heleno
- Amarildo
- Gélo
- Alessandrinho
- Herminio
- Marcos Ambar
- Pinto Cobra
- Elivelton (Foguinho)
- Cairo
- Ingro

## Torcidas Organizadas
- Torcida Uniformizada Dragões do Mandu
- Torcida Alcoolizada Pouso Chopp
- Torcida Organizada do Pousão - TOP

## Títulos
| ESTADUAIS | ESTADUAIS                             | ESTADUAIS | ESTADUAIS  |
|           | Competição                            | Títulos   | Temporadas |
| --------- | ------------------------------------- | --------- | ---------- |
|           | Campeonato Mineiro - Segunda Divisão  | 1         | 2020       |
|           | Campeonato Mineiro - Terceira Divisão | 1         | 2019       |
|           | Taça Inconfidência                    | 1         | 2021       |

## Estatísticas

### Participações
|  | Participações em 2025 |

| Competição   | Competição         | Temporadas | Melhor campanha           | Estreia | Última | P | R |
| Minas Gerais | Campeonato Mineiro | 9          | 5º colocado (1990 e 2021) | 1989    | 2026   |   | 1 |
| Minas Gerais | Módulo II          | 14         | Campeão (2020)            | 1967    | 2020   | 2 | – |
| Minas Gerais | Terceira Divisão   | 3          | Campeão (2019)            | 2009    | 2019   | 1 |   |
| Minas Gerais | Recopa Mineira     | 1          | Vice-campeão (2022)       | 2022    | 2022   |   |   |
| Minas Gerais | Taça Inconfidência | 3          | Campeão (2021)            | 2021    | 2024   |   |   |
| Brasil       | Série C            | 1          | 20º colocado (2023)       | 2023    | 2023   | – | 1 |
| Brasil       | Série D            | 3          | Vice-campeã (2022)        | 2022    | 2025   | 1 |   |
| Brasil       | Copa do Brasil     | 2          | 2ª fase (2022)            | 2022    | 2025   |   |   |

### Temporadas
Legenda:
| Campeão Vice-campeão Eliminado na semifinal | Classificado à Copa Libertadores da América pela campanha no Campeonato Brasileiro Classificado à Copa Libertadores da América pelo título da Copa do Brasil ou Copa Libertadores Classificado à Copa Sul-Americana ou Copa do Brasil | Campeão do Interior Rebaixado à divisão inferior Campeão e promovido à divisão superior Promovido à divisão superior |